# 肥満嗜好
肥満嗜好（ひまんしこう、英語: fat fetishism）とは、肥満体型の人に性的に惹かれる性的フェティシズムの一種。日本語では「デブ専門」の省略形「デブ専（でぶせん）」と呼ばれることもある。

## 概要
本来、脂肪は飢餓を救う貴重なエネルギー源であり、それを多く蓄えた肥満体形は、時代や場所によって「富の象徴」としてもてはやされた。例えば、唐の理想の女性像は「濃麗豊肥（豊かに太った美人）」であり、楊貴妃も豊満だったとされている。西洋にもルノワールのように豊満な女性を表現した芸術家がいる。
近代になると、生活も豊かになり脂肪を蓄える必要もなくなったことや美意識の変化から、徐々にスレンダーな体型が好まれるようになり、雑誌やTVなどマスメディアに登場する著名人やタレントも痩せた人が多くなった。そんな"痩身至上"の中にあって、太った異性に魅力を感じることが特別なこととされるようになった。
しかし、痩身至上主義からの拒食症や、過度なダイエットで死亡する事例も出てきた反動から、「サイズ・ゼロ」とも言われる極端に痩せたモデルが、BMIを理由にファッションショーへの出場を拒否された事例もある。また「プラスサイズモデル」と言われる豊満な女性が、週刊誌『PLAYBOY』のモデルを務める動きもあった。
日本でも、ファッション雑誌『CanCam』が、太った女性が可愛らしいとして「ぷに子」という愛称をつけて呼んだりしている。尚、同誌では身長155cmで体重52～64kg以上の女性を「ぷに子」としており、これは大体先述の楊貴妃（164cm、60kg、諸説あり）とほぼ同じ身長・体重である。デブ専を標榜するAVメーカーすらある。
一部には「デブ専」と「ぽっちゃり好き」を呼び分ける向きもあるが、両者に明確な違いは存在しない。

## 有名人
西郷隆盛は豚のごとく肥えて豚姫と呼ばれる茶屋の女性と付き合っており、歌舞伎の題目『西郷と豚姫』で扱われ、今日ではデブ専として知られる。